# 楊慶堃
楊慶堃（1911年—1999年1月10日），男，廣東南海人，美國社會學家。他是中國民間信仰的研究先驅，提出分散型宗教（diffused religion）的概念解釋中國民間宗教的現象，進而反駁馬克斯·韋伯等當時西方學者認為中國不存在宗教的主流意見。他的學說為二戰後的漢學與中國研究鋪路，為日後中國傳統社會的研究留下基礎。

## 生平
楊慶堃於1911年生於中國廣州，其父為廣東魚市富商。他於1932年取得燕京大學社會學學士學位，1934年取得該校社會學碩士學位，在該校就讀期間，結識另一著名社會學家費孝通。碩士畢業後，他於同年赴美，1939年取得密西根大學社會學博士學位，並在同年與Louise Chen結婚，婚後育有兩子。
1944年他開始在華盛頓大學社會學系任教，正式展開學術生涯。1948年返回中國，前往嶺南大學任教，但1949年中華人民共和國成立後，社會學逐漸後到當局質疑，成為政府打壓的對象，於是他於1951年辭去在中國的工作，再度赴美，曾先後於麻省理工學院和哈佛大學擔任研究助理。1953年擔任匹茲堡大學社會學系教授，直到1964年離開前往夏威夷大學擔任社會研究中心研究員為止，這段期間他完成《中國社會中的宗教》等主要著作。
1966年他應香港中文大學之邀，前往香港協助該校成立社會學研究所。1966年至1967年間他和助手Burkart Holzner除了在香港中文大學工作外，也到日本、臺灣與香港等地舉辦研討會，推動國際學術交流計畫。
1968年他自夏威夷大學返回匹茲堡大學，同時兼任該校與香港中文大學的社會學教授。1972年他前往中國拜訪，這次旅行他自1951年後首次回到中國，也激起他研究當代中國大陸的興趣。1974年香港中文大學授予他榮譽博士頭銜，感謝他協助該校創立發展之功。1979年他受費孝通之邀前往北京大學演講，成為1952年中華人民共和國政府關閉全國各校社會學部門後，第一批到中國發表演說的美國社會學家之一，這次演講中他公開支持中國重建恢復社會學部門的計劃。1981年他從匹茲堡大學退休，轉任該校榮譽教授。
1999年1月10日去世，享壽88歲。

## 理論研究
楊慶堃是西方學界最早將中國民間信仰視為一種宗教信仰與社會現象，並提出討論的學者。

## 主要著作
- Religion in Chinese Society: A study of Contemporary Social Function OF Religion And Some of Their Historical Factor
- A Chinese village in early communist transition
- Chinese Communist Society: The Family and the Village(中共社会：家庭与乡村）
- Chinese Family in the Communist Revolution
- Meet the U.S.A. : handbook for foreign students in the United States